# Georg Wilhelm von Raumer
Georg Wilhelm von Raumer (Berlin, 1800. szeptember 19. – 1856. március 11.) német jogász, történész, Karl Georg von Raumer fia.

## Életpályája
Jogi tanulmányai végeztével 1823-ban állami szolgálatba lépett és a berlini kamarai törvényszéknél ülnök, 1833-tól a porosz kereskedelmi minisztériumban és az országos levéltárban tanácsos, majd igazgató, és 1844-ben az államtanács tagja lett. 1851-ben a levéltár igazgatóságáról lemondott. Öngyilkosságot követett el.

## Nevezetesebb művei
- Über die älteste Geschichte und Verfassung der Kurmark (Berlin, 1830)
- Novus codex diplomaticus brandenburgensis (Berlin, 1831-33, 2 kötet)
- Regesta historiae brandenburgensis (Berlin, 1836, 1 kötet)
- Historische Karten und Stammtafeln zu dem Regesta historiae Brandenburgensis. I. Heft bis zum Jahre 1200. (1837)
- Die Insel Wollin und das Seebad Misdroy, historische Skizze (uo. 1851)

## Magyarul
- Lengyelhon bukása. Történetrajz; ford. Horváth Döme; Szilády Ny., Kecskemét, 1859